# Nami Tamaki

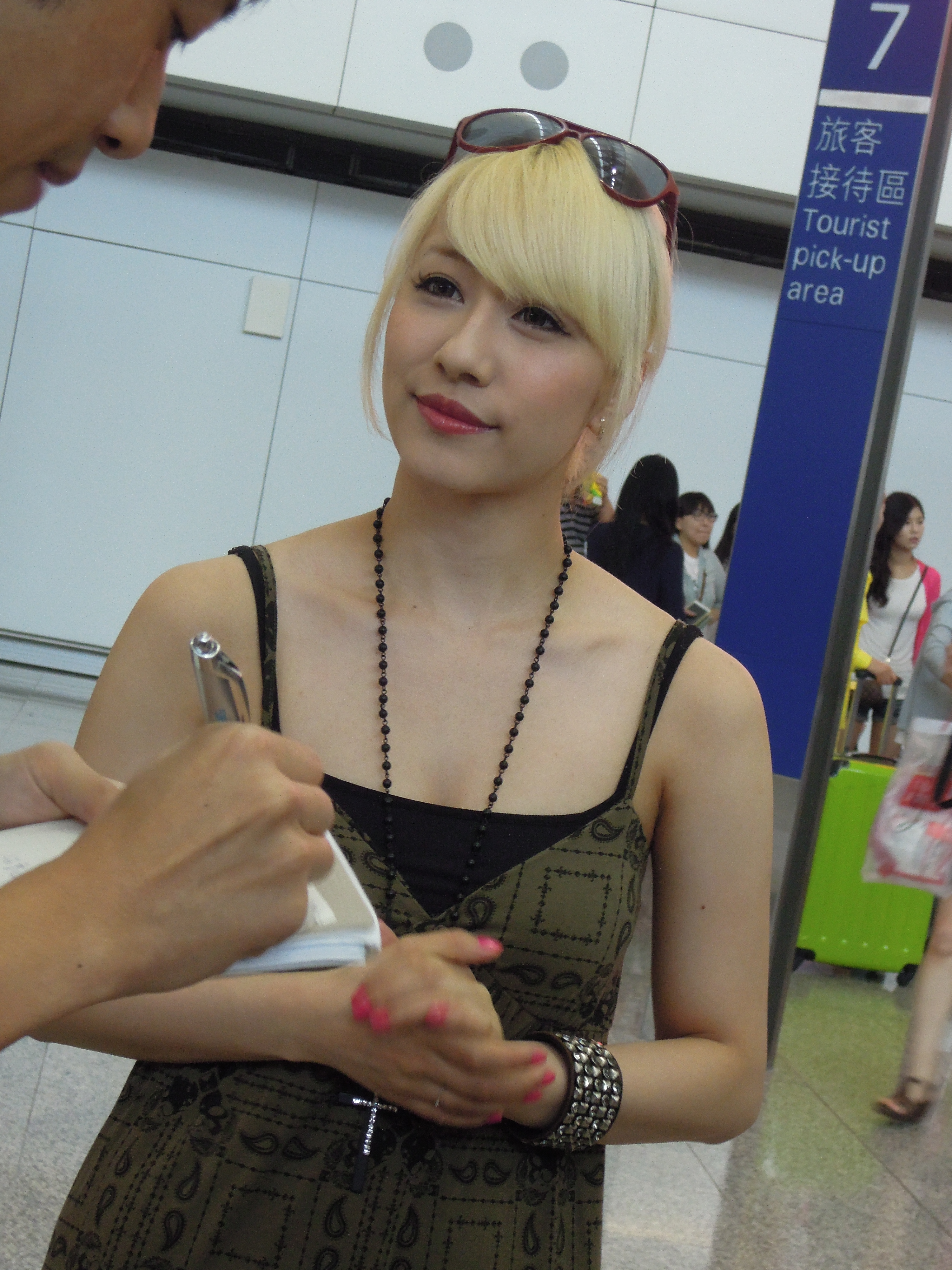
Nami Tamaki

Nami Tamaki (玉置成実 Tamaki Nami), född 1 juni 1988, är en J-Pop-artist som blivit mycket omtyckt av anime-älskare även utanför Japan. Precis som tidigare öppningslåtar i animeserien Gundam SEED blev hennes låt Believe, som var den tredje öppningslåten, en hit. Senare fick hon även göra den fjärde låten till serien, Realize.
I fortsättningsserien Gundam SEED Destiny som började sändas 2004 i Japan så användes Tamaki Namis låt Reason som avslutningslåt. Troligen tar inte Tamakis sångbidrag till anime-världen slut där heller.

## Diskografi

### Album
- Greeting (2004)
- Make progress(2005)

### Singlar
- Believe (2003)
- Realize (2003)
- Prayer (2003)
- Shining Star (2004)
- Realize (2004)
- Believe (2004)
- Heart & Soul (2004)
- Reason (2004)
- Fortune (2005)
- Brightdown (2007)